# Ostap Terlezkyj

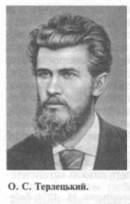
Ostap Terlezkyj

Ostap Stepanowytsch Terlezkyj (ukrainisch Остап Степанович Терлецький; * 5. Februar 1850 in Nasirna, Königreich Galizien und Lodomerien, Österreich-Ungarn; † 22. Juli 1902 in Lemberg, Galizien, Österreich-Ungarn) war ein ukrainischer politischer und sozialer Aktivist, Publizist und Literaturkritiker.

## Leben
Ostap Terlezkyj kam im Dorf Nasirna (Назірна), im heutigen Rajon Kolomyja der ukrainischen Oblast Iwano-Frankiwsk als Sohn einer Priesterfamilie zur Welt.
Er absolvierte 1872 die Philosophische Fakultät der Lemberger Universität, an der er auch Geschichte studierte.
Anschließend arbeitete er in der Bibliothek der Wiener Universität und begann 1878 an der Juristischen Fakultät ein Studium, das er 1883 als Doktor der Rechtswissenschaften abschloss.
Terlezkyj war stark von den politischen Idealen Mychajlo Drahomanows, den er 1873 traf, sowie von den Ansichten Serhij Podolynskyjs beeinflusst und nahm bei der Entwicklung der populistischen sozialistischen Bewegung unter den galizischen Ukrainern eine Schlüsselrolle ein. Er war einer der ersten Förderer der Wirtschaftslehre von Karl Marx in der Ukraine und unterstütze Drahomanow und Podolynskyj bei der Veröffentlichung von vier einflussreichen Broschüren in ukrainischer Sprache. Außerdem war er von 1874 bis 1877 Präsident der Wiener Sich-Studentengesellschaft. Im Juni 1877 wurde er wegen angeblicher Zugehörigkeit zu einem geheimen sozialistischen Zirkel, gemeinsam mit Iwan Franko, Mychajlo Pawlyk sowie weiteren Aktivisten verhaftet, in Fesseln von Wien nach Lemberg gebracht und angeklagt, weshalb er nach 8 Monaten Inhaftierung seinen Posten als Universitätsbibliothekar verlor. Terlezkyj war ein Mitgründer der 1890 entstandenen Russisch-ukrainischen Radikalen Partei. Von 1895 an arbeitete er als Rechtsanwalt in einer Kanzlei in Lemberg, wo er 1902 verstarb.

## Werk (Auswahl)
- Першопричини великоруського народу (1873)[5]
- Галицько-руський нарід і галицько-руські народовці (1874)[5]
- Лихва на Буковині (1878)[5]
- Літературні стремління галицьких русинів від 1772 до 1872 (1895)[5]
- Галицько – руське письменство у 1848–1875 рр. (1903)[5]
- Історія української держави. Княжа доба (veröffentlicht 1923)[5]
- Історія української держави. Козацька доба  (veröffentlicht 1924)[5]